# Peñaflor (Grado)
Peñaflor es una parroquia del concejo de Grado, en el Principado de Asturias (España). Alberga una población de 241 habitantes (INE 2022). Ocupa una extensión de 8,57 km².
Está situada en el centro de la zona norte del concejo. Limita al norte con el concejo de Candamo; al este y al sureste con la parroquia de Gurullés; al sur, de nuevo con la de Gurullés y con la de La Mata; y al oeste, de nuevo con La Mata, y con Grado y Castañedo.
El templo parroquial se halla en el lugar de Peñaflor. Se celebra con oficio religioso la festividad del Santísimo Sacramento, el primer domingo de agosto.
El 22 de julio de 2009 se inauguró un apeadero de FEVE.

## Poblaciones
Según el nomenclátor de 2011 la parroquia está formada por las poblaciones de:
- Anzo (Anzu en asturiano) (lugar): 49 habitantes.
- Peñaflor (lugar): 139 habitantes.
- Sestiello (Sestiellu) (aldea): 38 habitantes.
- Vega de Anzo (Veiga d'Anzu) (lugar): 35 habitantes.

## Geografía y comunicaciones
La parroquia se encuentra situada a una altitud de 50 m s. n. m., en el flanco suroccidental del desfiladero homónimo, en el extremo noreste de la amplia vega, que se abre a poniente del mismo, y por donde discurre el río Nalón. Estas particulares características, le han permitido representar un papel importante a lo largo de la historia, como paso estratégico de comunicación entre la zona central asturiana y la zona occidental.
Por el citado desfiladero, y atravesando el resto de la parroquia, discurre la carretera N-634 que une Grado con Oviedo. Además, el puente construido sobre el desfiladero, que salva el río Nalón y que comunica la citada N-634 con las carreteras de acceso a Candamo y Las Regueras, constituía la ruta antigua que conducía hasta Oviedo, por donde discurre el Camino de Santiago.
Además, la Sociedad General de Ferrocarriles Vasco Asturiana puso en servicio en 1904 una línea de ferrocarril que, a través del valle del Nalón y del desfiladero de Peñaflor, pretendía dar salida al mar Cantábrico al carbón extraído en la cuenca del río Caudal, a través el puerto de San Esteban de Pravia. Esta línea, explotada ahora por Renfe Cercanías AM (heredera de la extinta FEVE), se encuentra en servicio e integrada en Cercanías Asturias, en la línea C-7 Oviedo - San Esteban. Tras varios años de reivindicaciones por parte de los vecinos de la zona, el 22 de julio de 2009, FEVE inauguró un apeadero en Peñaflor para dar servicio a la población.

## Puente de Peñaflor
El histórico puente, de primitiva fábrica románica, presenta una estructura modificada en repetidas ocasiones, debido a los frecuentes desperfectos que en la misma ha ido ocasionando, a lo largo de los siglos, el río Nalón. Hay documentadas en torno a una docena de obras, de diversa índole, entre las que cabe destacar las realizadas a finales del siglo XVI, y finales del XVII. Con todo, quizá hallan sido las efectuadas hace unos decenios, para habilitar el paso del ferrocarril de vía estrecha, las que de forma más acusada han afectado a su primitiva morfología.
El puente ya aparece documentado en la primera mitad del siglo XII; el 22 de junio de 1144 el monarca Alfonso VII, junto a su esposa, doña Berenguela, e hijos, donan diversos bienes para su fábrica y la fundación de una hospedería en sus inmediaciones. Es posible que su construcción fuese motivada por la destrucción de otra estructura de este tipo, el puente de La Carril, distante aguas arriba, algo menos de un kilómetro y medio.

## Edificaciones
Vinculadas al paso estratégico, se localizaban en ambas márgenes del río Nalón una serie de edificaciones, hoy desaparecidas: el citado un hospital u hospedería, arrasado por una crecida del río en el año 1586, a efectos de la cual, según testimonio de Tirso de Avilés:
el agua entró por todas las casas y quedaron dentro de ellas muchos salmones y truchas, que quedaron en el sable, que quedó dentro de ellas, y algunas pipas, con el vino, andaban nadando por las bodegas, y algunas casas de dicho lugar se cayeron y el camino por fuera se perdió del todo.
Otras dos capillas, situadas en los extremos del puente, se encontraban ya derruidas a mediados del siglo XIX. El núcleo aún conserva algunos elementos de interés arquitectónico, como la antigua Casa Consistorial, conocida también como Casa de la Obispalía, y la parroquial de San Juan, típica iglesia románica rural, de nave única y ábside cuadrado; su primitiva fábrica fue notablemente reformada en los siglos XVIII y XIX, con añadidos de sacristía y pórtico lateral, conservando aún la arquivolta de la portada, el arco triunfal con columnas coronadas por capiteles decorados con pequeños animales fantásticos, y algunos canecillos.
Al sur del lugar se encuentra la Casa de La Campona, habilitada como cuartel de las tropas invasoras durante la francesada e incendiada por éstas, hubo de ser reedificada tras la contienda, según indica D. Álvaro Fernández de Miranda.

## Historia durante la francesada
El paso de Peñaflor fue escenario de encarnizados combates durante la guerra de la Independencia Española, estableciéndose fortines en los riscos que flanquean el desfiladero. En mayo de 1809, las tropas napoleónicas invaden Asturias por tres frentes al mismo tiempo: Bonnet por el oriente, Kellermann por Pajares y el Mariscal Ney por el occidente, entrando a la región por Leitariegos la mañana del 15 de mayo. El objetivo de este último es tomar Oviedo por sorpresa, y casi lo consigue, pues llega hasta Cornellana sin necesidad de disparar un solo tiro.
El 17 de mayo, alrededor de las 11 de la noche, el comandante José Trelles llega a Oviedo con la noticia de la invasión. El militar irlandés William Parker Carrol, comisionado del gobierno británico, se ofrece voluntario para acudir a Cangas de Tineo e informarse de la situación real del enemigo, pero no pasa de Grado. Al llegar a la villa moscona -a eso de las 5 de la mañana del día 18- se encuentra con un auténtico caos entre una población que acaba de enterarse de que los franceses ya han cruzado el río Narcea en Cornellana y que por tanto se encuentran a tan solo una decena de kilómetros de Grado; muchas familias huyen de la villa llevando consigo lo que buenamente pueden. Parker no entiende como nadie ha tocado todavía alarma y ordena que repiquen todas las campanas de la zona.
Las tropas disponibles para defender Grado oscilan entre los 400 y 600 hombres, según las diferentes fuentes consultadas; había una parte del regimiento de la Princesa, la compañía de granaderos del de Gijón, unos 150 soldados del de Luarca y vecinos de los alrededores que habían tomado las armas enardecidos por el párroco de Grado y el propio capitán inglés. Llegados desde Oviedo, se unen a Parker al mando de estos efectivos, D. Gregorio Jove y Trelles, que deciden salir al encuentro de los franceses en El Fresno. Fue en aquellas cumbres donde oyó Ney sus primeros tiros en Asturias.
Los asturianos deciden replegarse hasta el Puente de Peñaflor con la intención de resistir allí a la espera de refuerzos. La única pieza de artillería disponible se colocó en la peña del Viso, al tiempo que las tropas y vecinos formaban una línea defensiva que según Fernández de Miranda tenía unos 800 metros y se prolongaba desde La Campona hasta Cuero, pasando por el puente y las peñas adyacentes.
A las 10 de la mañana aparecen los franceses en Grado, rodean la villa sin detenerse y se encaminan a Peñaflor. Desde el Viso un moscón apodado el Salao se encarga de disparar el cañón hasta que cae herido de muerte junto al propio asistente de Parker. Las cuatro horas que duró la batalla han sido narradas en numerosas ocasiones, así las resume Ramón Álvarez Valdés en "Memorias del levantamiento de Asturias en 1808":
Desvía Ney sus columnas por la calleja de la derecha, y despacha guerrillas hacia la orilla del Nalón, que cubiertas de muchos nogales, hacen impunemente a los nuestros un fuego mortífero. Sin recibir el menor daño coloca la vanguardia entre las casas de Peñaflor, algunas compañías suben al alto de la Peña del Aire, a cuyo pie está el puente; y disparando sobre la tropa y paisanaje los obliga a abandonarle precipitadamente y en desorden. Al mismo tiempo avanzan las fuerzas principales, persiguen a los que huyen, y son pasados a cuchillo más de 100 después de prisioneros.
Una vez cae Peñaflor, Grado es saqueado. Fernández Miranda se lamenta del pillaje de los franceses, que queman el Ayuntamiento con su importante archivo. Ney pasa la noche en La Campona, para continuar al día siguiente su camino hacia la capital. Mientras, Parker al volver de Peñaflor pasa por Oviedo camino de Gijón, a donde ha huido el Marqués de la Romana y su Estado Mayor. Las peripecias de este comprometido e intrépido capitán inglés en Asturias le valen un ascenso a comandante por parte del gobierno británico, incluso el Marqués de la Romana quiere recompensarle y le concede el grado de coronel del ejército español.
Más adelante la Junta Superior de Observación y Defensa del Principado propondrá el 26 de octubre de 1809, la concesión de socorros a Peñaflor para sostener el entusiasmo público y reparar en parte los males que han sufrido los leales y valientes vecinos.